# Wimbledon 2018 (gra podwójna na quadach)
Wimbledon 2018 – gra podwójna na quadach – zawody deblowe na quadach, rozgrywane w ramach trzeciego w sezonie wielkoszlemowego turnieju tenisowego, Wimbledonu. Zmagania miały miejsce 14 lipca na trawiastych kortach All England Lawn Tennis and Croquet Club w London Borough of Merton – dzielnicy brytyjskiego Londynu. Rywalizacja miała charakter pokazowy.

## Zawodnicy rozstawieni
| Numer | Tenisiści                     | Osiągnięcie |
| ----- | ----------------------------- | ----------- |
| 01    | Andrew Lapthorne David Wagner | zwycięstwo  |
| 02    | Dylan Alcott Lucas Sithole    | finał       |

## Drabinka

#### Klucz
- w/o – walkower
- k – krecz
- d – dyskwalifikacja
- Q – kwalifikant
- WC – dzika karta
- LL – szczęśliwy przegrany
- Alt – zawodnik zastępczy
- PR – ochrona rankingu
- SE – specjalna przepustka
- ITF – ranking ITF
- JE – ranking juniorski

### Faza finałowa
|  |       |                               |   |   |  |
|  | Finał |                               |   |   |  |
|  |       |                               |   |   |  |
|  |       |                               |   |   |  |
|  |       |                               |   |   |  |
|  | 1     | Andrew Lapthorne David Wagner | 6 | 6 |  |
|  | 1     | Andrew Lapthorne David Wagner | 6 | 6 |  |
|  | 2     | Dylan Alcott Lucas Sithole    | 2 | 3 |  |
|  | 2     | Dylan Alcott Lucas Sithole    | 2 | 3 |  |
|  |       |                               |   |   |  |